# Циглер, Карл (поэт)
Карл Циглер (нем. Karl Ziegler) — (12 апреля 1812, Сан-Мартино-ин-Пассирия — 20 мая 1877, Вена) — немецкий поэт. Его стихотворения, отличающиеся простотой и изяществом, опубликованы в сборниках «Gedichte» (1843, под псевдонимом Carlopago), «Himmel und Erde» (1856), «Oden» (1866), «Vom Kothurn der Lyrik» (1869).

## Биография
В раннем детстве потерял отца. Мать снова вышла замуж и в 1818 году вместе с детьми переехала в Вену. Из-за работы отчима некоторое время семья провела в Мёдлинге, но с 1823 года снова жила в столице.
Циглер учился на дому. В 1827 году поступил в Венский университет, где изучал философию. Университет не окончил, в 1835 году начал работать в юридической фирме. Проработав 22 года непрерывно, ушёл в отставку по собственному желанию.
В 1845 году женился, в браке родилась дочь, но первая жена Циглера скончалась в 1847 году. Он взял в жёны Розу Стрнад из Зальцбурга и уехал в этот город. В марте 1867 года дочь Циглера вышла замуж за зальцбургского книготорговца Людвига Таубе. В том же году австрийское правительство назначило Циглеру жалование в 300 гульденов за вклад в искусство.
Начиная с 1830 года Циглер много путешествовал: посетил родной дом в Верхней Австрии, Мюнхен, Штутгарт, Нюрнберг, Регенсбург. В 1864 году по приглашению друга посетил Триест, откуда направился в Венецию.
Умер в Вене 20 мая 1877 года.